# Mühlenbarbek
Mühlenbarbek település Németországban, Schleswig-Holstein tartományban. Lakosainak száma 259 fő (2023. december 31.).

## Népesség
A település népességének változása:
| Lakosok száma | 304  | 311  | 296  | 292  | 269  | 264  | 259  |
|               | 1975 | 2014 | 2017 | 2019 | 2021 | 2022 | 2023 |